# Tulln (district)
Het politieke district Bezirk Tulln in de Oostenrijkse deelstaat Neder-Oostenrijk ligt in het noordoosten van het land, ten noordwesten van de hoofdstad Wenen. Bezirk Tulln heeft ongeveer 65.000 inwoners. Het district bestaat uit een aantal gemeenten, die hieronder zijn opgesomd.

## Gemeenten en bijbehorende plaatsen
- Absdorf
- Atzenbrugg
  - Atzenbrugg, Ebersdorf, Heiligeneich, Hütteldorf, Moosbierbaum, Tautendorf, Trasdorf, Watzendorf, Weinzierl
- Fels am Wagram
  - Fels am Wagram, Gösing am Wagram, Stettenhof, Thürnthal
- Grafenwörth
  - Feuersbrunn, Grafenwörth, Jettsdorf, Seebarn, St. Johann, Wagram am Wagram
- Großriedenthal, Großriedenthal, Neudegg, Ottenthal
- Großweikersdorf
  - Ameistal, Baumgarten am Wagram, Großweikersdorf, Großwiesendorf, Kleinwiesendorf, Ruppersthal, Tiefenthal
- Judenau-Baumgarten
  - Baumgarten am Tullnerfeld, Freundorf, Judenau, Zöfing
- Kirchberg am Wagram
  - Altenwörth, Dörfl, Engelmannsbrunn, Gigging, Kirchberg am Wagram, Kollersdorf, Mallon, Mitterstockstall, Neustift im Felde, Oberstockstall, Sachsendorf, Unterstockstall, Winkl
- Königsbrunn am Wagram
  - Bierbaum am Kleebühel, Frauendorf an der Au, Hippersdorf, Königsbrunn am Wagram, Utzenlaa, Zaußenberg
- Königstetten
- Langenrohr
  - Asparn, Kronau, Langenrohr, Langenschönbichl, Neusiedl
- Michelhausen
  - Atzelsdorf, Michelhausen, Michelndorf, Mitterndorf, Pixendorf, Rust im Tullnerfeld, Spital, Streithofen
- Muckendorf-Wipfing
  - Muckendorf an der Donau, Wipfing
- Sieghartskirchen
  - Abstetten, Dietersdorf, Einsiedl, Elsbach, Flachberg, Gerersdorf, Gollarn, Henzing, Kogl, Kracking, Kreuth, Kronstein, Ollern, Öpping, Penzing, Plankenberg, Ranzelsdorf, Rappoltenkirchen, Reichersberg, Ried am Riederberg, Riederberg, Röhrenbach, Sieghartskirchen, Steinhäusl, Wagendorf, Weinzierl
- Sitzenberg-Reidling
  - Ahrenberg, Baumgarten, Eggendorf, Hasendorf, Neustift, Reidling, Sitzenberg, Thallern
- Sankt Andrä-Wördern
  - Altenberg, Greifenstein, Hadersfeld, Hintersdorf, Kirchbach, St. Andrä vor dem Hagenthale, Wördern
- Tulbing
  - Chorherrn, Katzelsdorf, Tulbing, Wilfersdorf
- Tulln an der Donau
  - Frauenhofen, Langenlebarn-Oberaigen, Langenlebarn-Unteraigen, Mollersdorf, Neuaigen, Nitzing, Staasdorf, Trübensee, Tulln an der Donau
- Würmla
  - Anzing, Diendorf, Egelsee, Gotthartsberg, Grub, Gumperding, Hankenfeld, Holzleiten, Jetzing, Mittermoos, Pöding, Saladorf, Untermoos, Waltendorf, Würmla
- Zeiselmauer-Wolfpassing
  - Wolfpassing, Zeiselmauer
- Zwentendorf an der Donau
  - Bärndorf, Buttendorf, Dürnrohr, Erpersdorf, Kaindorf, Kleinschönbichl, Maria Ponsee, Oberbierbaum, Pischelsdorf, Preuwitz, Zwentendorf an der Donau